# Klámstrákur
Klámstrákur è un singolo del gruppo musicale islandese Hatari, pubblicato l'8 novembre 2019 come terzo estratto dal primo album in studio Neyslutrans.

## Descrizione
Come spiegato dal cantante Klemens Hannigan, Klámstrákur è incentrato sulla «mascolinità tossica, l'immagine di sé e le malattie mentali. Per me, come cantante principale in questo brano, sono io che sto affrontando la vergogna di non adattarmi necessariamente, mettendo in discussione il ruolo in cui è collocato un uomo nel 21º secolo». Nel corso della medesima intervista, l'altro cantante Matthias Tryggvi Haraldson ha aggiunto che il testo «solleva questioni di identità sessuale, espressione e repressione. La traduzione letterale di Klámstrákur è ragazzo porno, ma "porno" in islandese è un termine più ampio e può essere interpretato in svariati modi. [...] Un'altra sua possibile traduzione è la tossicodipendenza».

## Video musicale
Il videoclip è stato pubblicato il 28 ottobre 2019 attraverso il canale YouTube del gruppo.

## Tracce
Testi di Klemens Nikulásson Hannigan e Matthías Tryggvi Haraldsson, musiche di Klemens Nikulásson Hannigan.
1. Klámstrákur – 3:36

## Formazione
Gruppo
- Einar Hrafn Stefánsson – percussioni, programmazione, sintetizzatore
- Klemens Nikulásson Hannigan – programmazione, sintetizzatore, voce
- Matthías Tryggvi Haraldsson – voce

Produzione
- Einar Hrafn Stefánsson – produzione, missaggio, ingegneria del suono
- Klemens Nikulásson Hannigan – produzione
- Friðfinnur "Oculus" Sigurðsson – mastering